# Pools-Zweedse Oorlog (1600-1629)
De Pools-Zweedse Oorlog van 1600 tot 1629 was een reeks conflicten tussen het Koninkrijk Polen en Zweden en behoort tot de grotere Noordse Oorlogen. De oorlog vloeit voort uit de Zweedse Burgeroorlog (1598-1599). De oorlog betekende een territoriale overwinning voor Zweden en eindigde met de Wapenstilstand van Altmark. De oorlog kan worden onderverdeeld in vier fasen:
- Pools-Zweedse Oorlog (1600-1611)
- Pools-Zweedse Oorlog (1617-1618)
- Pools-Zweedse Oorlog (1621-1625)
- Pools-Zweedse Oorlog (1626-1629)